# Evangelische Pfarrkirche Ramsau am Dachstein

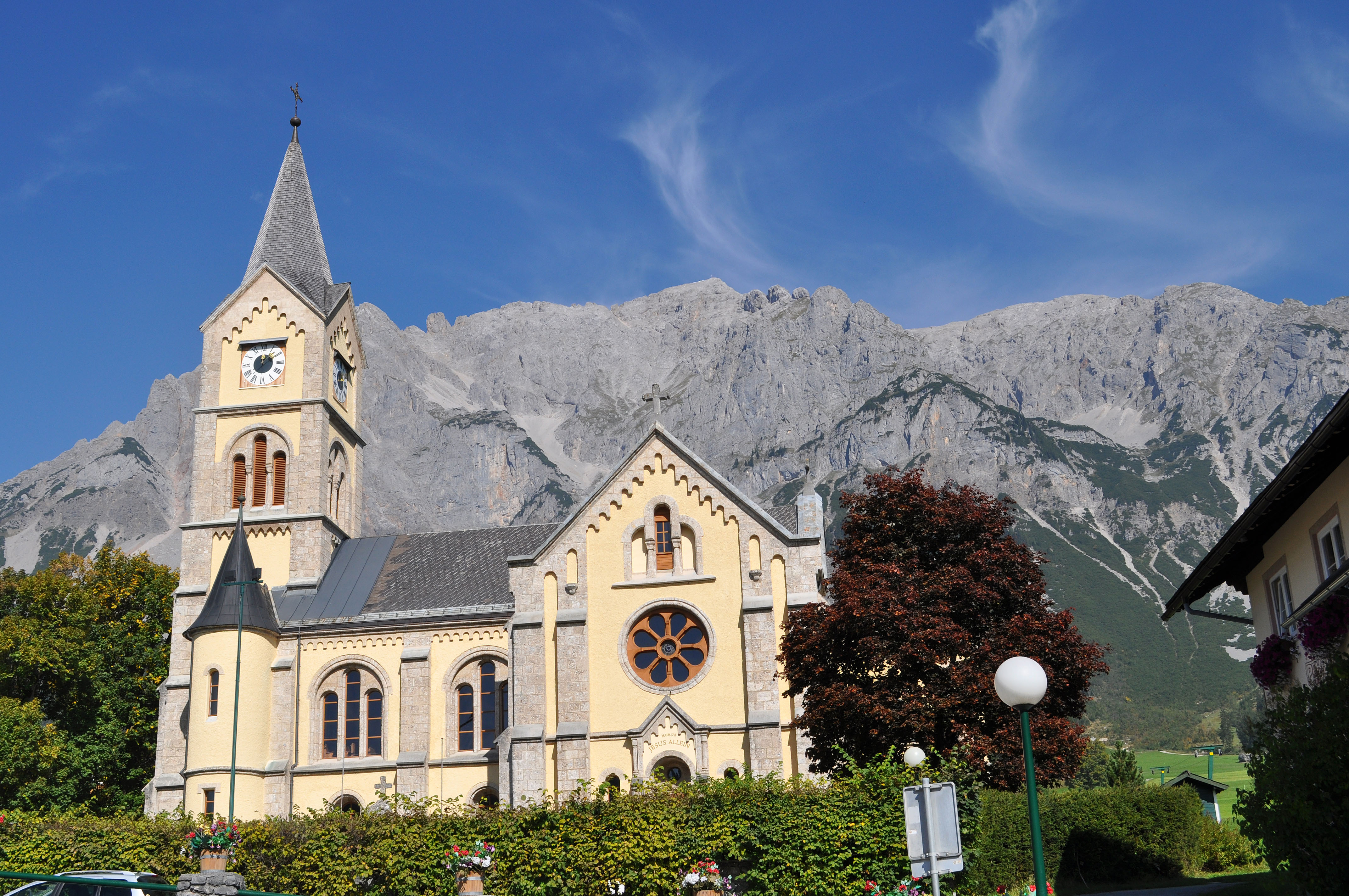
Außenansicht gegen Dachsteinsüdwand

Die  Evangelische Pfarrkirche Ramsau am Dachstein befindet sich in der Ennstaler Gemeinde Ramsau am Dachstein.

## Konfessionsgeschichte
Ramsau bekannte sich schon im 16. Jahrhundert zum evangelischen Glauben. Sächsische Knappen, die in Schladming arbeiteten, brachten den Einwohnern lutherische Bücher und Schriften.
Als Schladming als Strafe aufgrund der Bauernrevolte zerstört wurde, wuchs die Abneigung gegen die dort überwiegende römische Kirche sowie gegen die Staatsmacht. Die Reformation wurde mit aller Härte von dem herrschenden, streng katholischen Habsburgerhaus verhindert. Von dort an mussten sich die Menschen zum katholischen Glauben bekennen, was von der Religionskommission überwacht wurde. Trotzdem hörten die Menschen nicht auf, die lutherische Bibel zu lesen und von dem evangelischen Glauben überzeugt zu sein. Man veranstaltete heimlich Andachten und schmuggelte Luther-Bibeln nach Ramsau.
Nach der Verkündung des Toleranzpatentes von Kaiser Joseph II. im Jahr 1781 bekannten sich fast die gesamten Einwohner zum evangelischen Glauben und gründeten 1782 die erste steirische Toleranzgemeinde mit dem Süddeutschen Samuel Carl Tobias Hirschmann als Prediger. 1783 wurde das Bethaus errichtet.

## Bet- und Pfarrhaus
Nach Unstimmigkeiten über die Platzwahl des Bethauses legte 1783 das Judenburger Kreisamt den Bauplatz fest. Der Bau geschah noch in demselben Jahr. Das Haus war innen zweigeteilt. Im Obergeschoß lag der Betsaal, darunter befanden sich bis 1795 Schule und Lehrwohnung, im östlichen Teil des Hauses die Pfarrerwohnung und Kanzlei samt Nebenräumen.
Die zentrale Lage und Größe des Bethauses ließen die Bedeutung der evangelischen Kirche gegenüber der vorher dominanten katholischen Kirche in Ramsau erkennen.

## Kirchenbau

### Geschichte

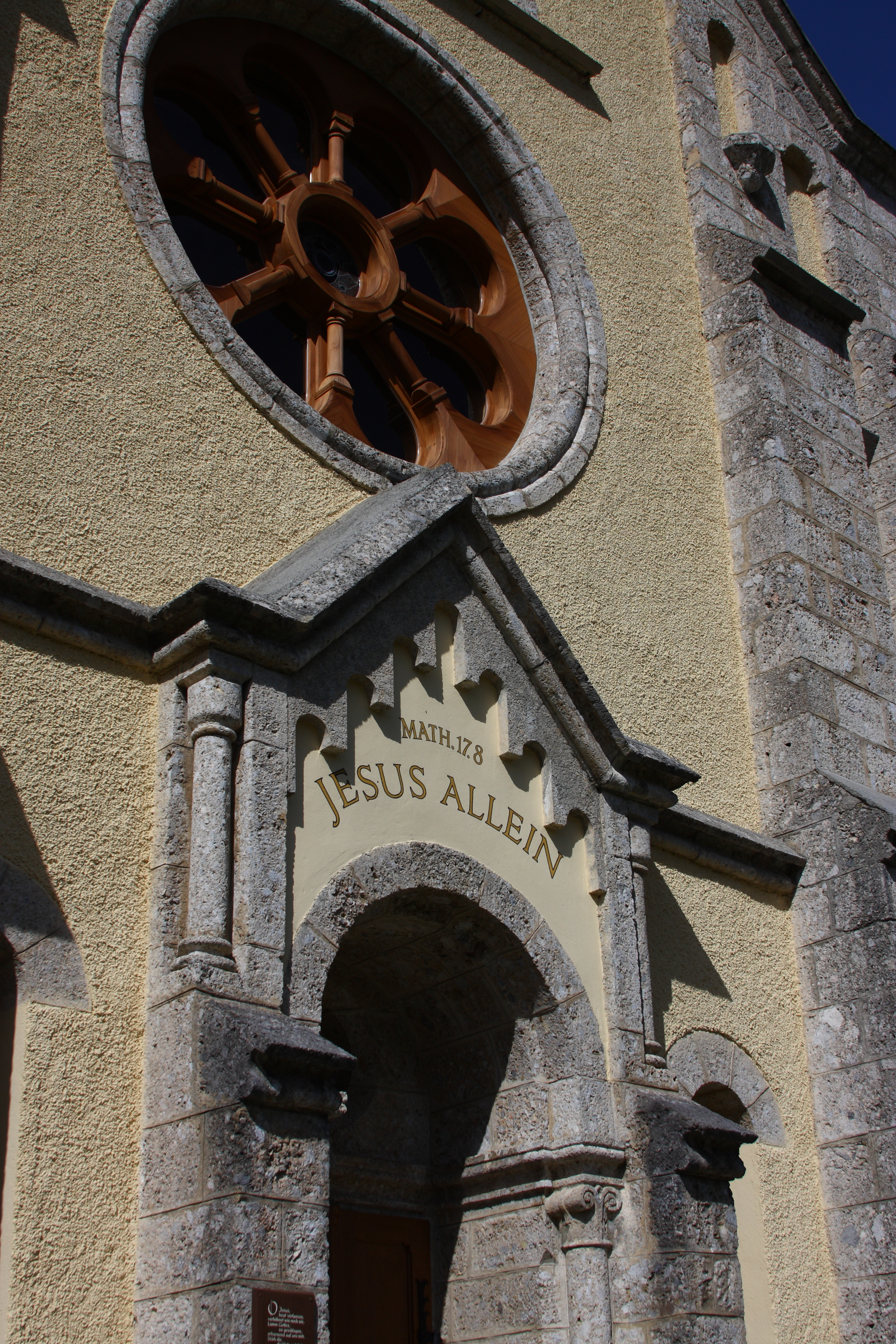
Eingang

1871 wurde bereits der Bau einer Kirche beschlossen, aber erst 1886 vom damaligen Pfarrer Carl Hilpert umgesetzt. Über den deutschen Verein christlicher Kunst beauftragte die Gemeinde den Nürnberger Architekten Hans Kieser (1853–1925), dem Erbauer der dortigen Christuskirche, mit der Planung. Er entwarf eine späthistoristische, vorwiegend neoromanische Kirche, die mit kleinen Veränderungen akzeptiert wurde. Der Besitzer des Pehabgutes stellte ein geeignetes Grundstück zur Verfügung, welches nicht weit vom Bethaus entfernt lag. Am 8. September 1888 begann der schwierige und aufwendige Bau der Kirche mit der Grundsteinlegung. Die Kirche wurde durch freiwillige Arbeitsleistung und finanzielle Opfer nach fast sieben Jahren Bauzeit am 15. August 1895 eröffnet. Seitdem wurde sie schon mehrmals als schönste evangelische Kirche der Steiermark bezeichnet.

### Baubeschreibung
Die Kirche liegt leicht erhöht im Ortskern. Sie erhebt sich auf einem Kreuzgrundriss und orientiert sich mit ihrem Westturm und ostseitiger Choranlage am „Eisenacher Regulativ“ von 1861. Durch die Mischung von rau verputzten Wänden und Natursteinelementen an den Gliederungen sowie Rundbogenfriesen oder Strebepfeilern erhält die Kirche eine besondere Wirkung. Sie besteht aus einem fünfgeschoßigen Turm und seitlichen Treppentürmchen, einem zweiachsigen Langhaus (39 Meter), einem Querschiff (24,5 Meter) und einem Kirchturm (42 Meter hoch) mit Zeltdach. Die Kirche wird von einem umlaufenden Kaffgesims in zwei Geschoße gegliedert.

## Innenraum

### Aufbau des Innenraumes

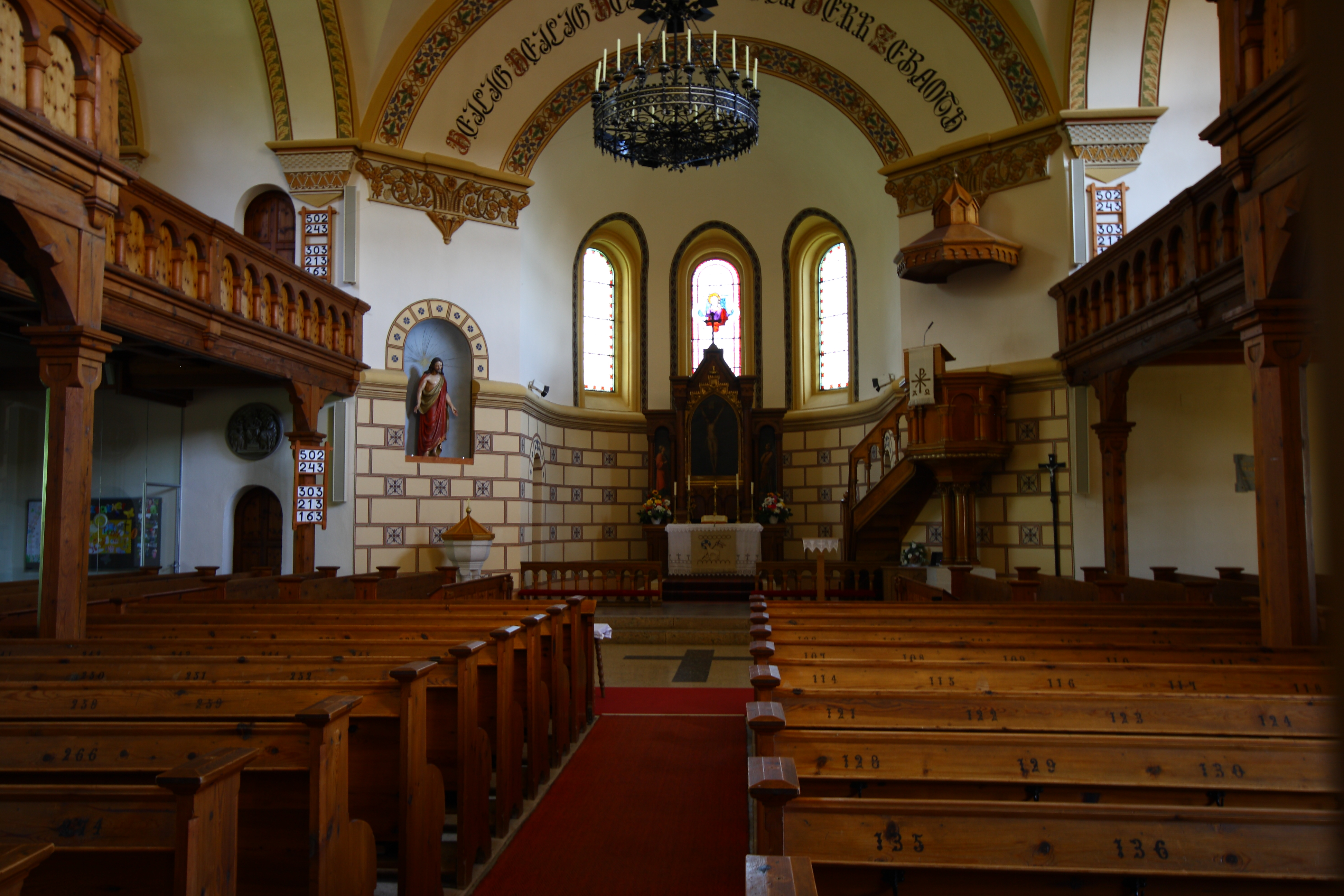
Saalkirche

Das Langhaus und Querschiff werden im Inneren von einer umfassenden hölzernen Emporenanlage in zwei Geschoße gegliedert. Der Haupteingang für Besucher befindet sich im Turm und der Nebeneingang an der Südfassade. Es empfängt einen eine Saalkirche mit gedrückten Stichkappentonnen im zweijochigen Langhaus und das Querschiff, welches auf beiden Seiten ein Joch aufweist. Die Gurtbögen der Gewölbe stützen sich auf Konsolen die mit Würfel- und Anthemionfriesen verziert sind. Das Querschiff besitzt zwei große Radfenster und der Turm weist Rundbogenfenster und eine Darstellung des segnenden Christus auf.

### Altar

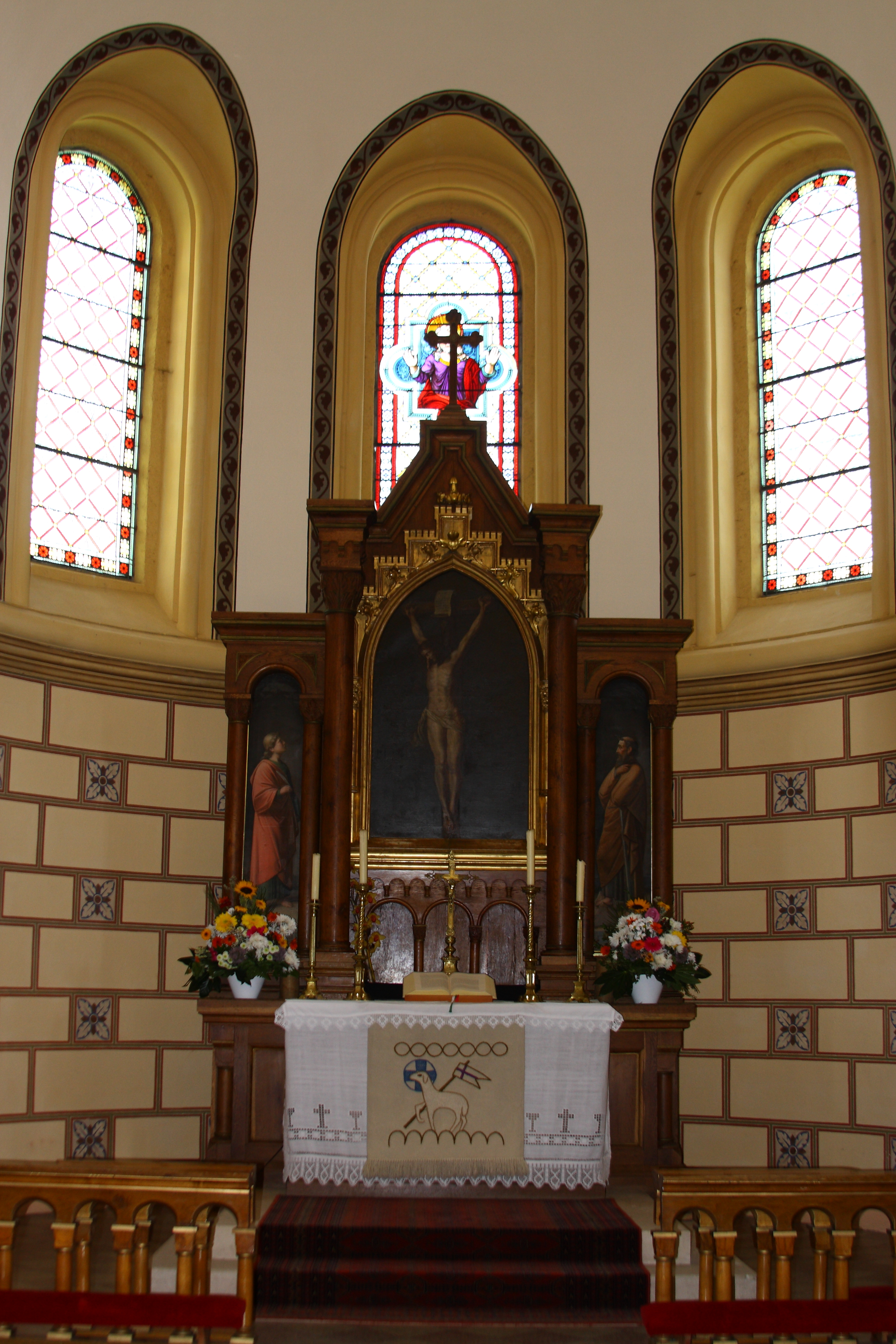
Altar

Der Altar besteht aus einem dreiachsigen Aufbau. Im Mittelbild wird die Kreuzigung Christi dargestellt. An den Seiten befinden sich Bilder von den Aposteln Paulus und Johannes. Links neben dem Altar befindet sich in einer Nische eine Statue des auferstandenen, segnenden Christus. Rechts vom Altar befindet sich in der Chorschräge eine auf Säulen gestellte Kanzel.

### Orgel

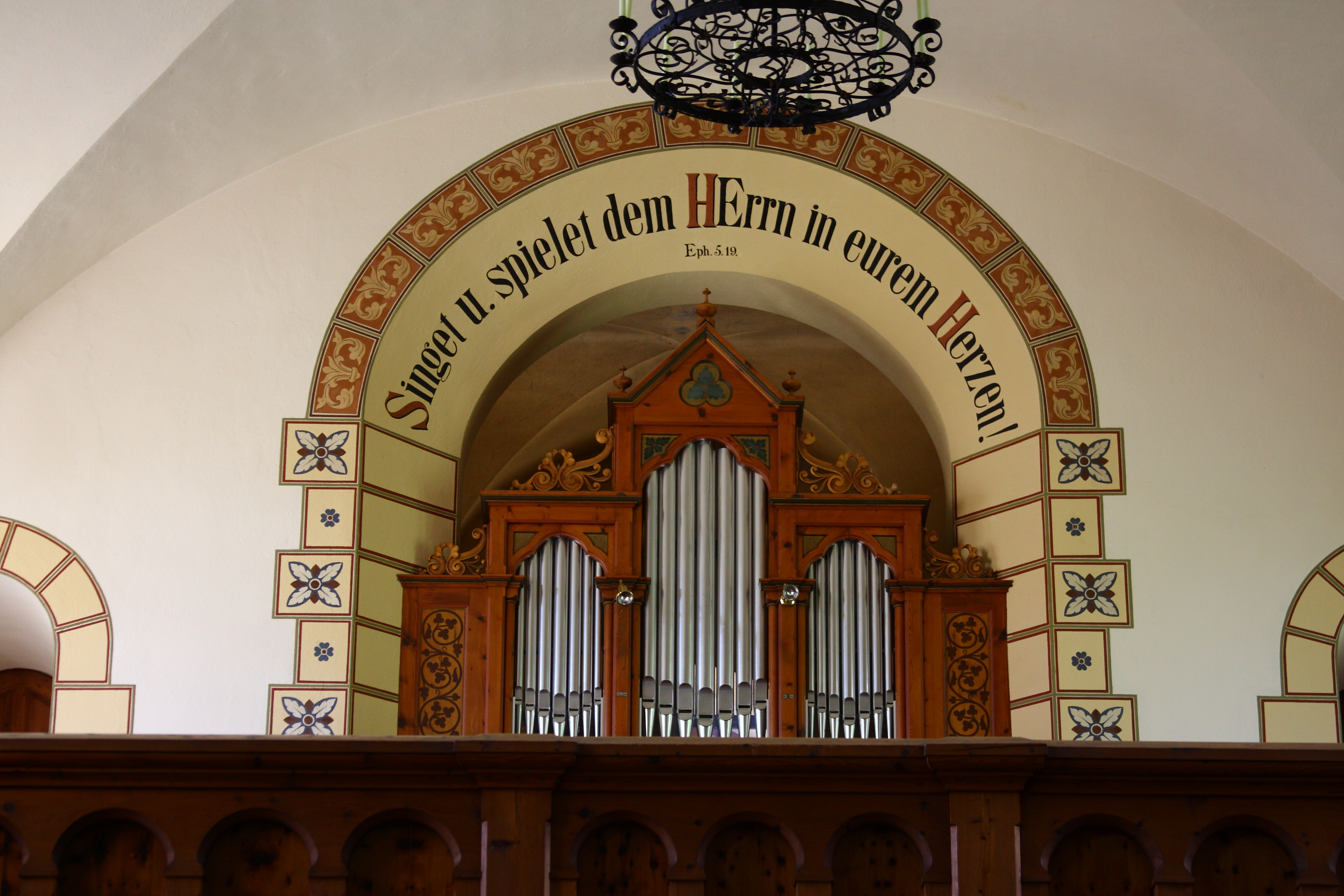
Orgel

Bereits das evangelische Bethaus hatte 1805 eine Orgel mit neun Registern aus der Werkstatt des Grazer Orgelbauers Franz Xaver Schwarz erhalten. Bei ihrer Fertigstellung 1897 erhielt die Ramsauer Kirche ihre heutige Orgel in historistischem Prospekt aus der Werkstatt von Konrad Hopferwieser in Graz. Das Instrument weist die folgende Disposition auf:
| I Manual C–f3 |                    |       |
| 01.           | Vox coelestis I–II | 8′    |
| 02.           | Principal          | 8′    |
| 03.           | Gamba              | 8′    |
| 04.           | Gedeckt            | 8′    |
| 05.           | Flöte              | 8′    |
| 06.           | Salicional         | 8′    |
| 07.           | Octave             | 4′    |
| 08.           | Rohrflöte          | 4′    |
| 09.           | Waldflöte          | 2′    |
| 10.           | Mixtur             | 2 ⁄3′ |

| Pedal C–d1 |           |     |
| 11.        | Subbass   | 16′ |
| 12.        | Octavbass | 08′ |

- Koppeln: I/P

## Trivia
In der Fernsehserie Die Bergretter befindet sich die Notrufzentrale direkt unterhalb der Kirche, deren Südseite dadurch häufig im Bild erscheint.